# Catena Basodino-Cristallina-Biela
La Catena Basodino-Cristallina-Biela è un massiccio montuoso delle Alpi Lepontine (Alpi Ticinesi e del Verbano). Si trova sul confine tra l'Italia (Piemonte) e la Svizzera (Canton Ticino). Prende il nome dalle tre montagne più significative del gruppo: il Basòdino, il Pizzo Cristallina ed il Pizzo Biela.

## Geografia
Il massiccio raccoglie le montagne tra l'italiana Val Formazza (ad ovest) e l'alta valle svizzera percorsa dal fiume Maggia e chiamata prima Val Sambuco e poi Val Lavizzara.
Ruotando in senso orario i limiti geografici sono: Passo di San Giacomo, alta Val Bedretto, Passo del Naret, Val Sambuco, Val Lavizzara, Valle di Campo, Passo di Fria, Valle Isorno, Valle Antigorio, Val Formazza, Passo di San Giacomo.

## Classificazione
La SOIUSA individua la Catena Basodino-Cristallina-Biela come un supergruppo alpino e vi attribuisce la seguente classificazione:
- Grande parte = Alpi Occidentali
- Grande settore = Alpi Nord-occidentali
- Sezione = Alpi Lepontine
- Sottosezione = Alpi Ticinesi e del Verbano
- Supergruppo = Catena Basodino-Cristallina-Biela
- Codice = I/B-10.II-A

## Suddivisione
Il gruppo montuoso è suddiviso in tre gruppi e otto sottogruppi:
- Gruppo del Basodino i.s.a. (A.1)
  - Gruppo del Pizzo San Giacomo (A.1.a)
  - Gruppo del Basodino p.d. (A.1.b)
- Gruppo del Cristallina i.s.a.(A.2)
  - Gruppo del Cristallina p.d. (A.2.a)
  - Gruppo del Pizzo Castello (A.2.b)
  - Gruppo del Pizzo di Röd (A.2.c)
- Catena Fiorera-Biela-Corona di Groppo (A.3)
  - Gruppo del Pizzo Solögna (A.3.a)
  - Gruppo del Pizzo Biela (A.3.b)
  - Gruppo Corona del Groppo-Pizzo Quadro (A.3.c)

## Monti
- Basòdino - 3.273 m
- Kastelhorn - 3.128 m
- Pizzo San Giacomo - 2.924 m
- Pizzo Fiorera - 2.921 m
- Pizzo Cristallina - 2.912 m
- Poncione di Valleggia - 2.873 m
- Poncione di Braga - 2.864 m
- Pizzo Biela - 2.863 m
- Pizzo Castello - 2.808 m
- Pizzo Quadro - 2.793 m
- Corona di Groppo - 2.792 m
- Pizzo di Röd - 2.699 m
- Pizzo Solögna - 2.698 m
- Pizzo del Forno - 2.696 m
- Pizzo d'Orsalia - 2.664 m
- Pizzo Malora - 2.640 m
- Pizzo Mascarpino - 2.450 m
- Pizzo di Brünesc - 2.429 m